# Vesna Fabjan
Vesna Fabjan (* 13. März 1985) ist eine ehemalige slowenische Skilangläuferin.

## Werdegang
Fabjan, die in Spodnja Besnica lebt, bereits im Alter von acht Jahren mit dem Skilanglauf begann und für den TSK Merkur Kranj startete, gab ihr internationales Debüt im Dezember 2000 im Rahmen des Skilanglauf-Continental-Cups. Bei den Junioren-Weltmeisterschaften 2001 in Karpacz erreichte sie im Einzel über 5 km im klassischen Stil den 38, Platz, bevor sie das Sprintrennen auf einem guten 17. Platz beendete. Nach einigen durchwachsenen Continentalcup-Starts gelang ihr bei den Junioren-Weltmeisterschaften 2002 in Schonach im Schwarzwald ein 15. Platz im Sprint, während sie im Freistilrennen über fünf Kilometer nur 52. wurde. Bei den Junioren-Weltmeisterschaften 2003 in Sollefteå erreichte sie in beiden Rennen (Sprint und fünf Kilometer im klassischen Stil) jeweils den 22. Platz. Bei den Junioren-Weltmeisterschaften 2004 in Stryn gelang ihr erstmals ein Top-10-Resultat. So beendete Fabjan das Sprintrennen auf dem fünften Rang. Im Freistilrennen über fünf Kilometer kam sie hingegen als 30. ins Ziel.
Bei der Winter-Universiade 2005 in Innsbruck und Seefeld gewann Fabjan die Goldmedaille im Sprint. Über fünf Kilometer in der freien Technik erreichte sie den 33. Platz. Am 13. Februar 2005 gab Fabjan in Reit im Winkl sein Debüt im Skilanglauf-Weltcup. Als 42. im Sprint verpasste sie aber die Weltcup-Punkteränge deutlich. Bei den Nordischen Skiweltmeisterschaften 2005 in Oberstdorf erreichte sie im Sprint den 34. Platz. Bei den folgenden Junioren-Weltmeisterschaften 2005 im finnischen Rovaniemi wurde sie im Sprint Achte und im Einzel über 5 km im freien Stil am Ende Elfte.
Zur Saison 2005/06 wechselte Fabjan fest in den A-Nationalkader und bekam einen festen Startplatz im Skilanglauf-Weltcup. Bereits bei der ersten Station in Düsseldorf gelang ihr als 22. im Teamsprint erstmals ein Punktegewinn. In Vernon gelang Fabjan auch in einem Einzelweltcup als 29. erstmals der Gewinn von Weltcup-Punkten. Nachdem die Slowenin bei den U23-Skilanglauf-Weltmeisterschaften in Kranj im Januar 2006 das Sprintrennen als 42. beendete, reiste sie im Februar zu den Olympischen Winterspielen in Turin, wo Fabjan in zwei Rennen antrat. Im Sprint belegte sie den 40., im Teamsprint den 14. Rang.
Zum Auftakt der folgenden Saison 2006/07 gelang Fabjan in Düsseldorf beim Teamsprint an der Seite von Petra Majdič als Sechste erstmals eine Platzierung unter den besten zehn. Die Tour de Ski 2006/2007 beendete sie nach schwachen Einzelergebnissen auf Rang 60. Bei den Nordischen Skiweltmeisterschaften 2007 in Sapporo erreichte Fabjan im Teamsprint Rang neun, nachdem sie im Sprint nur auf den 37. Platz lief. Auch im Einzel über 10 km blieb sie als 57. hinter den Erwartungen zurück.
Im Oktober 2007 verpasste sie beim Weltcup in Düsseldorf als Vierte im Teamsprint nur knapp ihre erste Podestplatzierung. Nach einigen Ausflügen in den Alpencup oder zu FIS-Rennen beendete Fabjan im Januar 2008 die Tour de Ski 2007/2008 auf dem 40. Platz. Der internationale Durchbruch gelang ihr schließlich in der Saison 2009/10. In Davos beendete sie das Sprintrennen als Zehnte erstmals in den Top 10. Nach Rang 33 bei der Tour de Ski 2008/2009 gelang ihr mit dem siebenten Rang in Rybinsk ebenfalls eine Top-10-Platzierung. Bei den Nordischen Skiweltmeisterschaften 2009 in Liberec konnte sie jedoch an ihre Leistungen nicht anknüpfen. Nach Rang 53 im Einzel über 10 km verpasste Fabjan auch im Sprint als 16 eine Top-Platzierung.
Zum Saisonende verpasste Fabjan in Lahti als Vierte im Sprint nur knapp ihr erstes Einzel-Weltcup-Podest. Der Sprung auf den dritten Rang gelang ihr schließlich zum Beginn der Saison 2009/10 beim Sprint in Düsseldorf. Auch in Davos zeigte sie als Vierte wieder eine Top-Leistung. Im Januar 2010 gelang Fabjan in Rybinsk im Sprint der erste Weltcup-Sieg in ihrer Karriere. Auch im Teamsprint überzeugte sie mit ihrer Partnerin als Zweite.
Bei den Olympischen Winterspielen 2010 in Vancouver erreichte Fabjan nach Rang 33 im Einzel nur Rang 23 im Sprint. Auch mit der Staffel kam sie über Rang 14 nicht hinaus. Wenig später beendete sie ihre bis dahin beste Weltcup-Saison auf Rang sieben der Sprintweltcup-Gesamtwertung und auf Rang 21 der Weltcup-Gesamtwertung. In die Saison 2010/11 startete Fabjan erneut mit Rang drei beim Sprint in Düsseldorf. Erneut gewann sie zudem im Januar das Sprintrennen von Rybinsk. Bei den folgenden Nordischen Skiweltmeisterschaften 2011 in Oslo verpasste sie eine erste Medaille im Sprint als Vierte nur knapp. Im Einzel kam die Slowenin nur als 41. ins Ziel, bevor sie mit der Staffel im Rennen über 4 × 5 km noch einmal einen guten siebenten Rang erreichte.
In die Saison 2011/12 startete Fabjan schwach. Erst in Rogla gelang ihr als Siebente wieder eine gute Top-10-Platzierung. Auch in Szklarska Poręba im Februar gelang ihr als Achte noch einmal ein Rang unter den besten zehn.
Bei den Nordischen Skiweltmeisterschaften 2013 im Val di Fiemme wurde Fabjan im Teamsprint Sechste, im Sprint 29., über zehn Kilometer in der freien Technik 52. und kam mit der Staffel als 14. ins Ziel. Beim darauffolgenden Weltcup in Lahti gewann sie zwar die Qualifikation, kam aber im Rennen nur auf dem 21. Platz ins Ziel. Nachdem sie im November 2013 beim FIS-Rennen in Beitostølen als Zweite aufs Podest lief, erreichte sie auch zum Saisonbeginn in Davos als Fünfte wieder ein gutes Einzelresultat. In Szklarska Poręba gelang Fabjan als Dritte wieder ein Podestplatz bei einem Sprint-Weltcup.
Bei den Olympischen Winterspielen 2014 in Sotschi gewann sie nach Rang vier in der Qualifikation die Bronzemedaille in dem im freien Stil ausgetragenen Sprint. Mit der slowenischen Langlaufstaffel wurde sie Neunte. Im Februar 2017 errang sie bei den Nordischen Skiweltmeisterschaften in Lahti den 59. Platz über 10 km klassisch und den 26. Platz im Sprint. Bei den Olympischen Winterspielen 2018 in Pyeongchang belegte sie den achten Platz mit der Staffel. Letztmals im Weltcup startete sie im März 2020 in Drammen, wobei sie den 42. Platz im Sprint errang.

## Erfolge

### Weltcupsiege im Einzel
| Nr. | Datum           | Ort     | Disziplin       |
| --- | --------------- | ------- | --------------- |
| 1.  | 22. Januar 2010 | Rybinsk | Sprint Freistil |
| 2.  | 5. Februar 2011 | Rybinsk | Sprint Freistil |

### Siege bei Continental-Cup-Rennen
| Nr. | Datum          | Ort      | Disziplin       | Serie      |
| --- | -------------- | -------- | --------------- | ---------- |
| 1.  | 8. Januar 2016 | Planica  | Sprint Freistil | Alpencup   |
| 2.  | 7. März 2020   | Pokljuka | Sprint Freistil | Balkan-Cup |

## Teilnahmen an Weltmeisterschaften und Olympischen Winterspielen

### Olympische Spiele
- 2006 Turin: 14. Platz Teamsprint klassisch, 40. Platz Sprint Freistil
- 2010 Vancouver: 14. Platz Staffel, 23. Platz Sprint klassisch, 33. Platz 10 km Freistil
- 2014 Sotschi: 3. Platz Sprint Freistil
- 2018 Pyeongchang: 8. Platz Staffel

### Nordische Skiweltmeisterschaften
- 2005 Oberstdorf: 34. Platz Sprint klassisch
- 2007 Sapporo: 9. Platz Teamsprint Freistil, 37. Platz Sprint klassisch, 57. Platz 10 km Freistil
- 2009 Liberec: 16. Platz Sprint Freistil, 53. Platz 10 km klassisch
- 2011 Oslo: 4. Platz Sprint Freistil, 7. Platz Staffel, 41. Platz 10 km klassisch
- 2013 Val di Fiemme: 6. Platz Teamsprint Freistil, 14. Platz Staffel, 29. Platz Sprint klassisch, 52. Platz 10 km Freistil
- 2017 Lahti: 26. Platz Sprint Freistil, 59. Platz 10 km klassisch

## Platzierungen im Weltcup

### Weltcup-Statistik
Die Tabelle zeigt die erreichten Platzierungen im Einzelnen.
- 1.–3. Platz: Anzahl der Podiumsplatzierungen
- Top 10: Anzahl der Platzierungen unter den ersten zehn
- Punkteränge: Anzahl der Platzierungen innerhalb der Punkteränge
- Starts: Anzahl gelaufener Rennen in der jeweiligen Disziplin
- Hinweis: Bei den Distanzrennen erfolgt die Einordnung gemäß FIS.

| Platzierung         | Distanzrennen a | Distanzrennen a | Distanzrennen a | Distanzrennen a | Distanzrennen a | Skiathlon Verfolgung | Sprint | Etappen- rennen b | Gesamt | Team c | Team c  |
| Platzierung         | ≤ 5 km          | ≤ 10 km         | ≤ 15 km         | ≤ 30 km         | > 30 km         | Skiathlon Verfolgung | Sprint | Etappen- rennen b | Gesamt | Sprint | Staffel |
| ------------------- | --------------- | --------------- | --------------- | --------------- | --------------- | -------------------- | ------ | ----------------- | ------ | ------ | ------- |
| 1. Platz            |                 |                 |                 |                 |                 |                      | 2      |                   | 2      |        |         |
| 2. Platz            |                 |                 |                 |                 |                 |                      |        |                   |        | 1      |         |
| 3. Platz            |                 |                 |                 |                 |                 |                      | 3      |                   | 3      |        |         |
| Top 10              |                 |                 |                 |                 |                 |                      | 30     |                   | 30     | 8      | 3       |
| Punkteränge         | 4               | 1               |                 |                 |                 | 2                    | 91     |                   | 98     | 17     | 9       |
| Starts              | 19              | 27              | 3               | 1               |                 | 28                   | 131    | 13                | 222    | 17     | 10      |
| Stand: Karriereende |                 |                 |                 |                 |                 |                      |        |                   |        |        |         |

### Weltcup-Gesamtplatzierungen
| Saison  | Gesamt | Gesamt | Distanz | Distanz | Sprint | Sprint |
| Saison  | Punkte | Platz  | Punkte  | Platz   | Punkte | Platz  |
| ------- | ------ | ------ | ------- | ------- | ------ | ------ |
| 2005/06 | 8      | 103.   | -       | -       | 8      | 68.    |
| 2006/07 | 57     | 56.    | -       | -       | 57     | 32.    |
| 2007/08 | 112    | 37.    | -       | -       | 112    | 23.    |
| 2008/09 | 198    | 34.    | 3       | 91.     | 195    | 12.    |
| 2009/10 | 321    | 21.    | 2       | 97.     | 319    | 7.     |
| 2010/11 | 266    | 29.    | 2       | 89.     | 264    | 9.     |
| 2011/12 | 261    | 31.    | 9       | 68.     | 252    | 10.    |
| 2012/13 | 66     | 60.    | -       | -       | 66     | 31.    |
| 2013/14 | 193    | 34.    | -       | -       | 193    | 11.    |
| 2014/15 | 56     | 67.    | -       | -       | 56     | 37.    |
| 2015/16 | 150    | 35.    | 2       | 79.     | 148    | 17.    |
| 2016/17 | 106    | 49.    | -       | -       | 106    | 22.    |
| 2017/18 | 72     | 58.    | -       | -       | 72     | 28.    |
| 2018/19 | 39     | 75.    | -       | -       | 39     | 38.    |
| 2019/20 | 10     | 97.    | -       | -       | 10     | 66.    |